# Joe Swail
Joe Swail (né le 29 août 1969) est un joueur professionnel de snooker, de Belfast, en Irlande du Nord. 
Il a atteint dix demi-finales majeures de tournois classés, incluant les championnats du monde de 2000 et 2001, mais seulement une seule finale, à l'Open du pays de Galles 2009. Swail est connu pour avoir bien joué au Crucible Theatre, lieu habituel des championnats du monde, ayant atteint les 8es de finale en quatre autres occasions. Après 21 ans sur le circuit, il perd sa place de professionnel en 2012. Ayant effectué un retour sur le circuit l'année suivante, Swail est de nouveau relégué en 2019. Il a atteint son meilleur classement lors de la saison 2001-2002.

## Carrière
Le classement de Swail a fait beaucoup de yoyo. Il lui a seulement fallu deux saisons pour atteindre le top 32, et trois pour atteindre le top 16, mais est seulement resté à ce niveau durant une seule saison, avant de glisser en dehors du top 32 après avoir gagné seulement deux matchs pendant la saison 1997-1998. Son parcours au Crucible en 2000 a fait de lui le second joueur (après Rex Williams) à retourner dans le top 16 après être sorti du top 32. Il a atteint la 10e place après sa demi-finale de 2001, mais est retombé 16e, 27e, 30e et 40e les saisons suivantes, finissant avec une saison cauchemardesque en 2004-2005. Il est ensuite revenu au top niveau avec des résultats impressionnants et consistants en 2005-2006 qui l'a emmené de nouveau dans le top 32 du classement mondial. Il est arrivé très près du top 16 en 2006-2007, finissant à une place : 17e, malgré une victoire contre Mark Williams au premier tour du championnat du monde 2007, alors qu'il était mené 0-4,. L'année suivante, il était mené 7-9 contre Judd Trump, avant de le battre 10-9 pour se qualifier pour le championnat du monde 2008. Swail a marqué une victoire convaincante contre Stephen Lee (10-4) au premier tour, avant de perdre 12-13 contre Liang Wenbo au second tour, après un retour en force, étant mené 8-12 ; défaite due à une marron manquée dans la dernière partie. Cela lui a coûté une place dans le top 16, finissant la saison en 20e position.
Il a commencé la saison 2008-2009 sans briller, avec quatre défaites consécutives au premier tour. Sa première victoire de la saison est contre Liang Wenbo, pendant les qualifications du championnat de Royaume-Uni. Il a ensuite atteint sa première finale d'un tournoi classé en 18 ans de carrière professionnelle au tournoi du Pays de Galles 2009. Swail a mené 5-2 mais n'a jamais regagné une partie et s'est incliné face à Ali Carter 9-5.
En 2012, son classement de 69e mondial ne lui permet plus d'être professionnel ; Joe est ainsi relégué du circuit principal. Pendant une saison, il officie en tant que joueur amateur sur le championnat du circuit des joueurs. Il y atteint une finale lors du Classique Paul Hunter, s'inclinant contre Mark Selby.
Il redevient professionnel l'année suivante, mais est de nouveau relégué en 2019.

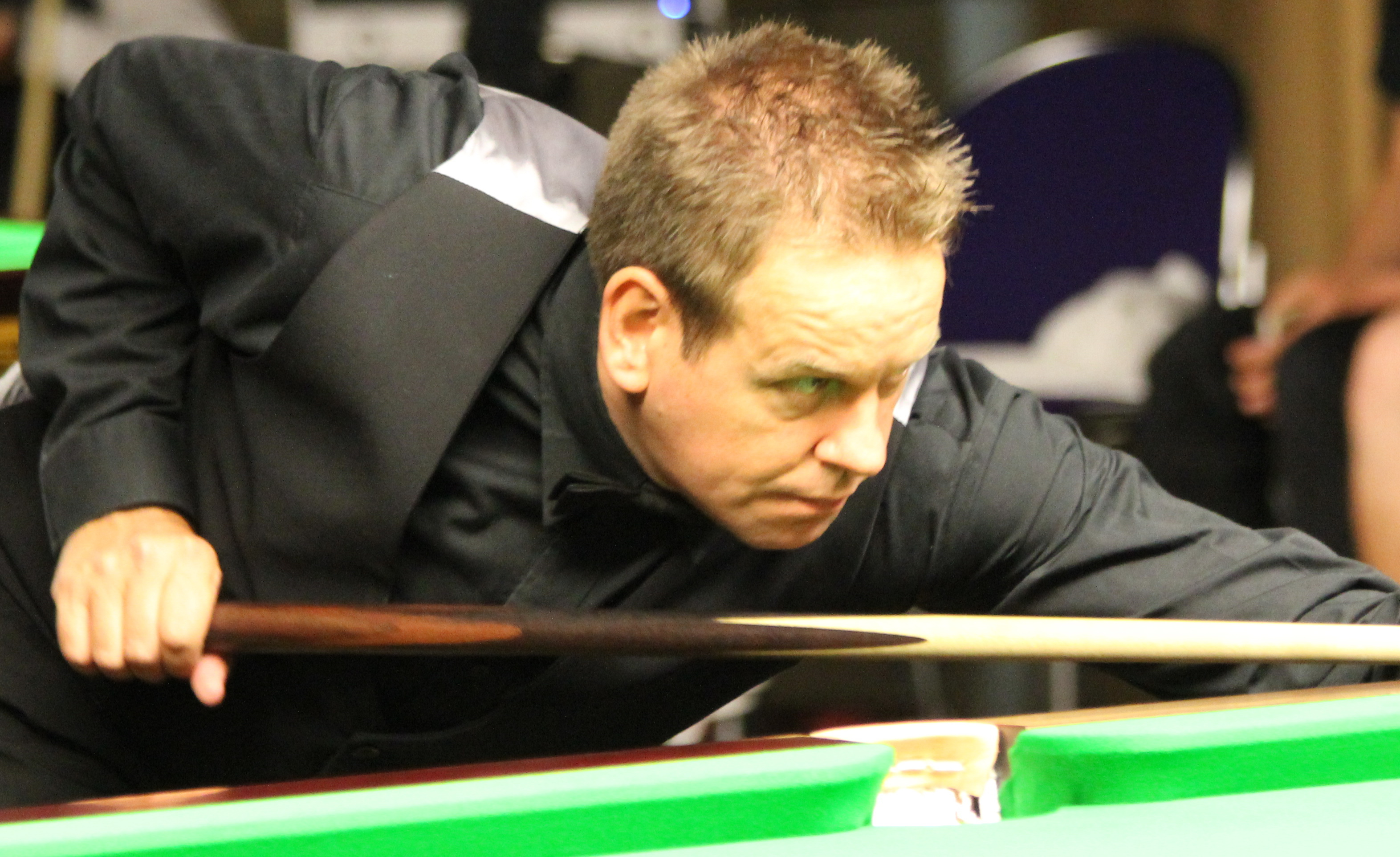
Image illustrative de la technique de jeu de Joe Swail.

## Comportement et technique
Swail est un des joueurs les plus sympathiques du circuit, mais est aussi connu pour sa façon très particulière de manier la queue. Au lieu de garder son avant-bras verticalement comme la plupart des joueurs, Swail joue avec son bras incliné à environ 45 degrés vers l'avant, et son épaule en arrière vers son dos. 
Bien qu'il puisse paraître extrêmement difficile d'empocher des billes de cette façon, cela fonctionne pour Joe, et lui procure une abondante puissance dans son coup. Dans son second match au championnat du monde 2008, Joe a empoché une bille noire, qualifiée d'empochable une fois sur mille par l'ancien joueur Willie Thorne.

## Vie personnelle
Swail est congénitalement sourd d'une oreille, et son frère Liam est complètement sourd. Il a dit à la BBC qu'il considère cela comme un avantage au snooker, puisqu'il est moins susceptible d'être distrait par le public et autres bruits de fond. La configuration des deux tables au Crucible Theatre, dans lequel des bruits provenant de l'autre table peuvent survenir quand un joueur fait un coup, pourrait être une raison pour laquelle les championnats du monde lui réussissent bien.
Swail est un ancien champion d'Angleterre et d'Irlande du Nord de coureur de fond amateur, et a dirigé l'équipe d'Irlande à l'international. Il a été champion d'Irlande en 2005.
Le surnom de Joe est « The Outlaw » ; une référence à son nom « Joe Swail » et à « The Outlaw Josey Wales », le film de 1976. Il a un fils, lui aussi appelé Joe, et est un supporter de Liverpool FC

## Palmarès
| Légende | Catégorie                        | Titres                         | Finales                        |
|         | Tournois classés                 | 0                              | 1                              |
|         | Tournois classés mineurs         | 1                              | 1                              |
|         | Tournois non classés             | 6                              | 1                              |
|         | Tournois pro-am                  | 1                              | 2                              |
|         | Tournois du circuit du challenge | 1                              | 0                              |
|         | Tournois amateurs                | 2                              | 3                              |
| Gras    | Tournois de la triple couronne   | Tournois de la triple couronne | Tournois de la triple couronne |

### Titres
| Saison    | Nom du tournoi                                           | Lieu        | Finaliste       | Score   | Tableau |
| 1988      | Championnat de Grande Bretagne amateur (moins de 19 ans) |             | Inconnu         | Inconnu |         |
| 1990      | Championnat d'Angleterre amateur                         |             | Alan McManus    | 13-11   |         |
| 1990-1991 | Coupe Kent                                               | Pékin       | Marcus Campbell | 5-0     | Tableau |
| 1991-1992 | Coupe du roi                                             | Bangkok     | James Wattana   | 8-4     | Tableau |
| 1991-1992 | Championnat d'Irlande                                    | Cork        | Jason Prince    | 9-1     | Tableau |
| 1992-1993 | Challenge Strachan (épreuve 1)                           | Aldershot   | Stefan Mazrocis | 9-4     | Tableau |
| 1998-1999 | Circuit du Royaume-Uni (épreuve 2)                       | Swindon     | Alfie Burden    | 6-1     |         |
| 2002-2003 | Open d'Irlande                                           | Londonderry | Fergal O'Brien  | 10-3    | Tableau |
| 2005-2006 | Tournoi Pontins pro-am (automne)                         | Prestatyn   | Dave Harold     | 5-3     |         |
| 2005-2006 | Championnat d'Irlande (2)                                | Templeogue  | Ken Doherty     | 9-7     | Tableau |
| 2009-2010 | Classique d'Irlande                                      | Kildare     | Fergal O'Brien  | 5-0     | Tableau |

### Finales perdues
| Saison    | Nom du tournoi                               | Lieu        | Vainqueur        | Score | Tableau |
| 1988      | Championnat d'Irlande du Nord amateur        | Antrim      | Paul Doran       | 7-10  |         |
| 1990      | Championnat d'Angleterre amateur             |             | Alan McManus     | 11-13 |         |
| 1991      | Championnat d'Irlande du Nord amateur (2)    |             | Michael Duffy    | 9-10  |         |
| 1990-1991 | Tournoi Pontins pro-am (automne)             | Prestatyn   | Anthony Hamilton | 1-5   |         |
| 2000-2001 | Tournoi de qualification du Masters d'Ecosse | Motherwell  | Jimmy White      | 2-5   |         |
| 2008-2009 | Open des Pays-Bas                            | Bois-le-Duc | Stuart Bingham   | 3-6   |         |
| 2008-2009 | Open du pays de Galles                       | Newport     | Ali Carter       | 5-9   | Tableau |
| 2012-2013 | Classique Paul Hunter                        | Fürth       | Mark Selby       | 1-4   | Tableau |